# Бигор (село)
Бигор (на сръбски: Бигор) е село в Черна гора, част от Община Подгорица. Населението на селото през 2003 година е 85 души, предимно етнически черногорци.

## Население
- 1948 – 120 жители
- 1953 – 134 жители
- 1961 – 135 жители
- 1971 – 129 жители
- 1981 – 108 жители
- 1991 – 99 жители
- 2003 – 85 жители

### Етнически състав
(2003)
- 45 (52,94 %) – черногорци
- 37 (43,52 %) – сърби

|  | Тази страница частично или изцяло представлява превод на страницата „Бигор“ в Уикипедия на сръбски. Оригиналният текст, както и този превод, са защитени от Лиценза „Криейтив Комънс – Признание – Споделяне на споделеното“, а за съдържание, създадено преди юни 2009 година – от Лиценза за свободна документация на ГНУ. Прегледайте историята на редакциите на оригиналната страница, както и на преводната страница, за да видите списъка на съавторите. ВАЖНО: Този шаблон се отнася единствено до авторските права върху съдържанието на статията. Добавянето му не отменя изискването да се посочват конкретни източници на твърденията, които да бъдат благонадеждни. |